# Leprea abyssicola
Leprea abyssicola är en ringmaskart som beskrevs av Addison Emery Verrill 1881. Leprea abyssicola ingår i släktet Leprea och familjen Terebellidae. Inga underarter finns listade i Catalogue of Life.